# Sphaerophorus
Sphaerophorus is een geslacht van korstmossen behorend tot de familie Sphaerophoraceae. De typesoort is Sphaerophorus coralloides, maar deze is later hernoemd naar Sphaerophorus globosus.

## Soorten
Volgens Index Fungorum telt het geslacht 34 soorten (peildatum februari 2022):
| Soortnaam                     | Auteur(s)                | Publicatiejaar |
| ----------------------------- | ------------------------ | -------------- |
| Sphaerophorus australis       | Hook. f. & Taylor        | 1844           |
| Sphaerophorus coomerensis     | Ohlsson                  | 1974           |
| Sphaerophorus digitatus       | Wang-Yang & M.J. Lai     | 1976           |
| Sphaerophorus divergens       | Stirt.                   | 1883           |
| Sphaerophorus dodgei          | Ohlsson ex Wedin         | 1992           |
| Sphaerophorus elatior         | (Weber) M. Choisy        | 1952           |
| Sphaerophorus fastigiatulus   | Nyl.                     | 1858           |
| Sphaerophorus fragilis        | (L.) Pers.               | 1794           |
| Sphaerophorus gelatinosus     | Treviran.                | 1816           |
| Sphaerophorus globiferus      | Tuck.                    | 1861           |
| Sphaerophorus globosus        | (Huds.) Vain.            | 1903           |
| Sphaerophorus isousnicus      | M. Satô                  |                |
| Sphaerophorus jamaicensis     | Räsänen                  | 1939           |
| Sphaerophorus kinabaluensis   | (M. Satô) Ohlsson        | 1987           |
| Sphaerophorus lacunosus       | (Tuck.) C.W. Dodge       | 1973           |
| Sphaerophorus madagascareus   | Nyl.                     | 1876           |
| Sphaerophorus meiophorus      | (Nyl.) Vain.             | 1921           |
| Sphaerophorus microsporus     | Ohlsson                  | 1983           |
| Sphaerophorus mocino          | La Llave                 | 1820           |
| Sphaerophorus moniliformis    | Menge                    | 1858           |
| Sphaerophorus nobilis         | Zahlbr.                  | 1941           |
| Sphaerophorus ohlssonii       | Wedin                    | 1991           |
| Sphaerophorus polycladus      | (Müll. Arg.) Müll. Arg.  | 1888           |
| Sphaerophorus stereocauloides | Nyl.                     | 1869           |
| Sphaerophorus taiwanensis     | Wang-Yang & M.J. Lai     | 1976           |
| Sphaerophorus taylorii        | C.W. Dodge               | 1971           |
| Sphaerophorus tener           | Mont.                    | 1852           |
| Sphaerophorus tenue           | Kremp.                   | 1876           |
| Sphaerophorus tuckermanii     | Räsänen                  | 1933           |
| Sphaerophorus turfaceus       | Asahina ex Mituno        | 1938           |
| Sphaerophorus venerabilis     | Wedin, Högnabba & Goward | 2009           |
| Sphaerophorus vividulum       | Colenso                  | 1885           |
| Sphaerophorus whakapapaensis  | Wedin                    | 1991           |
| Sphaerophorus yangii          | Wang-Yang & M.J. Lai     | 1976           |